# Gryfów Śląski
Gryfów Śląski (udtale: [ˈɡrɨfuf ˈɕlɔ̃skʲi]), simplificeret til Gryfów (tysk: Greiffenberg) er en by  i  den  vestlige  del af  Voivodskabet Nedre Schlesien i det sydvestlige Polen.  Byen  har 6.386(2021) indbyggere og et areal på 6,63 km².  Den er en del af   powiatet (amt) Lwówek Śląski. Byen ligger mellem Zgorzelec og Jelenia Góra, ved floden Kwisa. Den ligger cirka 16 km sydvest for Lwówek Śląski, og 14 km vest for den regionale hovedstad Wrocław.

## Historie
Regionen har været en del af Polen siden det 10. århundrede og den første hersker Mieszko 1. af Polen.
Bosættelsen Gryfów Śląski opstod fra et slot bygget af Piast-hertug Bolesław 1. den Høje af Hertugdømmet Schlesien nær grænsen til Oberlausitz. Det modtog byprivilegier af den polske hertug Bolesław 2. den Skaldede i 1242. Ruinerne af det middelalderlige Gryf Slot, en besiddelse af Huset Schaffgotsch fra 1400 og frem, er stadig synlig syd for byen. I 1274 blev Gryfów en del af det schlesiske Hertugdømmet Jawor, som endelig blev indlemmet af Kongeriget Bøhmen i 1392.
Oversvømmelser ramte byen i 1469, 1550 og 1609, tørke i 1472, 1590 og 1616 og epidemier i 1582, 1585 og 1633. I 1589 blev byens første apotek grundlagt. ref name=GR/> I 1617 fandt den første store messe sted. Under Trediveårskrigen blev byen plyndret to gange af det svenskere, i 1639 og 1645. Efter Første Schlesiske Krig blev det annekteret af Preussen i 1742. I 1865 åbnede Greiffenberg-stationen  linjen Schlesische bjergbane fra Görlitz til Reibnitz (Rybnica).
Fra 1871 til 1945 var byen en del af det tyske rige. Efter Anden Verdenskrig var byen en del af den region, der blev en del af Polen i henhold til Potsdam-aftalen.